# Grau (Unternehmen)
Die Grau GmbH ist ein deutsches Unternehmen mit Sitz in Rellingen. Es produziert Leuchten für Wohnräume und Arbeitswelten sowie Lichtskulpturen und Kunstausstellungen. Die Produkte werden über ein weltweites Händlernetzwerk, einen eigenen Online Shop und Flagship Stores in Hamburg und Berlin verkauft. Grau Leuchten wurden mit internationalen Designpreisen ausgezeichnet, unter anderem den German Design Award, iF Design Award, Red Dot Award und Designpreis der Bundesrepublik Deutschland.

## Geschichte

### Entstehung (1987–2016)
Im Jahr 1987 gründete Tobias Grau die Tobias Grau GmbH, für die er als Designer Möbelsysteme, Möbel und Leuchten entwarf. 1989 trat seine Frau Franziska Grau dem Unternehmen und der Geschäftsleitung bei.
1998 bezog das Unternehmen mit 35 Angestellten den neuen Firmensitz in Rellingen bei Hamburg. Das Gebäude wurde von Hadi Teherani entworfen.
Zwischen 2001 und 2008 etablierte sich eine ganzheitliche Beleuchtungskollektion für Wohnräume. Ab 2008 wurde innerhalb kürzester Zeit die Kollektion auf LED Technologie umgestellt.

### Generationsübergabe (Seit 2017)
2017 stiegen Timon und Melchior Grau, Söhne von Tobias Grau, in das Unternehmen ein. Sie arbeiteten zunächst als freie Art Direktoren und Designer für das Unternehmen. Mit der Übernahme der Kreativleitung 2019 von ihrem Vater fokussierten sie die Entwicklung von Akkuleuchten.
2020 wurde das Programm Artists for Grau ins Leben gerufen, das Künstler aus der ganzen Welt einlud, Grau-Produkte künstlerisch zu reinterpretieren. Über 50 international renommierte Künstler nahmen an dem Programm teil, darunter Alessio Bolzoni, Torso und Sarah Blais.
Der Markenname wurde auf Grau verkürzt.
2023 wechselte Stephan Borg nach 10 Jahren Apple als Global Market Director ins Leadership Team von Grau.

## Kunstausstellungen
2021 wurde Grau von dem New Yorker Künstlerkollektiv DIS und Andrea Bellini zur Biennale für bewegtes Bild in Genf eingeladen. Über vier Stockwerke des Museums für zeitgenössische Kunst zeigten sie eine Reihe Lichtskulpturen mit dem Titel Fire. 2022 stellte Grau an der Kunsttriennale Bergen Assembly in der Bergen Kunsthalle die raumgreifende Skulptur Bonfire aus. Die Ausstellung wanderte anschließend ins FRAC Champagne Ardenne. 2022 nahm Grau am Performanceprogramm Eventide in der Julia Stoschek Collection teil, für das sie das Lichtkonzept entwickelten. 2023 stellte Grau im Kunsthaus Hamburg die Skulptur Bonfire aus. Begleitet wurde die Ausstellung durch ein Performanceprogramm, bei dem über 60 Musiker um das Bonfire Konzerte gaben. Die Fire Ausstellung in Mailand 2024 wurde von Domus als Top Show der Milan Design Week gekürt.

## Auszeichnungen und Anerkennungen
Grau-Produkte wurden mit zahlreichen Designpreisen gekürt, dazu gehören der iF Design Award in Gold, German Design Award in Gold, Wallpaper Design Award, Red Dot Design Award und der Designpreis der Bundesrepublik Deutschland. Die Architektur des Headquarters wurde mit dem Deutschen Architekturpreis ausgezeichnet.